# Tarachodes namibiensis
Tarachodes namibiensis är en bönsyrseart som beskrevs av Johann Heinrich Kaltenbach 1996. Tarachodes namibiensis ingår i släktet Tarachodes och familjen Tarachodidae. Inga underarter finns listade i Catalogue of Life.